# Bonga
Bonga is een stad in Ethiopië en is sinds 2021 de hoofdplaats van de regionale staat Zuid-West Ethiopië, een van de twaalf deelstaten van het land. De stad is binnen de deelstaat gelegen in de administratie zone Keffa, op een heuvel in de bovenste Barta-vallei. Bonga telde in 2022 56.045 inwoners.
Bonga wordt beschouwd als de oudste stad in het westen van Ethiopië. Bonga was eertijds in de 14e eeuw de eerste hoofdstad van het koninkrijk Kaffa. De eerste Europeaan die de hoofdstad van het voormalige Kaffa bezocht, was Antoine d'Abbadie, die in 1843 11 dagen verbleef op de markt die gereserveerd was voor christelijke handelaren. 
De zetel van het apostolisch vicariaat van Jimma-Bonga van waaruit de Rooms-Katholieke Kerk een regio van zuidwest-Ethiopië bestuurt, is in de stad gevestigd.
In de stad is sinds 2010 het Nationaal Koffiemuseum gevestigd, gebouwd aangrenzend aan het informatiecentrum van het biosfeerreservaat Kafa, sinds 2010 een biosfeerreservaat van UNESCO. 